# بخش سن-کانتن
بخش سن-کانتن (به فرانسوی: Arrondissement de Saint-Quentin) یک بخش در فرانسه است که در ان واقع شده‌است.